# Beredskapspojkar
Beredskapspojkar är en svensk dramafilm från 1940 med manus av Tor Bergström.

## Om filmen
Filmen premiärvisades på biograf Rivoli i Eskilstuna 26 december 1940. Vid inspelning medverkade representanter för Försvarsstabens film- och förströelsedetaljer. Filmen är en motvikt till den mer allvarliga filmen Alle man på post som kom samma år.

## Rollista i urval
- Nils Poppe - 97 Nisse Nyberg
- Carl Reinholdz - 394 Calle Kuhlén, kallad Kulissen
- Vera Valdor - Greta Bergfalk
- Emy Hagman - Gullan, Calles fästmö
- Arne Lindblad - major Bergfalk, bataljonschef, Gretas far
- Sven-Olof Sandberg - 345 Sandberg
- Fritiof Billquist - "direktör" Robert Lenman för AB Tvålimport, spion
- Nils Kihlberg - 165 Manne Melin, alias Rudoffski, spion
- Eric Gustafsson - 354 "Biffen" Lindström
- Åke Grönberg - den verklige Magnus "Manne" Melin, filmstatist
- Rolf Botvid - löjtnant Ståhlberg
- Sigge Fürst - en sergeant
- Ludde Juberg - 24 "Bananen" Bengtsson
- Nils Jacobsson - 225 Hagdahl, licentiat, mannen som vet allt

## Musik i filmen
- Beredskapspojkar, kompositör och text  Dardanell
- En sång som jämt jag gnolar på, kompositör och text Dardanell, sång Carl Reinholdz
- Den krigiska kyparen, kompositör och text Dardanell, sång Nils Poppe
- Det är något att offra sig för, kompositör och text Dardanell, sång Sven-Olof Sandberg

## DVD
Filmen gavs ut på DVD 2004 tillsammans med komedin Kronans käcka gossar. Filmen gavs åter ut på DVD 2014.